# 袁勤华
袁勤华（1966年11月—），男，汉族，江苏丹阳人，中华人民共和国政治人物。中共重庆市委党校研究生学历。1988年7月参加工作，1988年5月加入中国共产党。

## 人物经历
袁勤华曾担任中共重庆市委政法委常务副书记、市综治办主任。2018年3月，转任中共重庆市綦江区委书记。2021年3月，转任重庆市公安局党委副书记、副局长，并主持市公安局日常工作。
2023年1月，升任江西省人民政府副省长。2023年3月，任江西省公安厅厅长。